# Řeporyje
Řeporyje – dawna wieś, część Pragi od 1974 r. W 2007 zamieszkiwało ją 2 128 mieszkańców.
Wcześniej (od 1919 r.) Řeporyje posiadały rangę miasteczka.